# Убийство в доме викария
«Убийство в доме викария» (англ. The Murder at the Vicarage) — роман Агаты Кристи из цикла произведений о мисс Марпл, опубликованный в 1930 году. Русские переводы выполнены М. Ковалёвой и Ю.Шор

## История
«Убийство в доме викария» — первое крупное произведение, в котором действует мисс Марпл. Роман был опубликован в 1930 году, следующий роман о мисс Марпл был написан через десять лет, в 1940 году. В 1949 году роман был адаптирован в качестве пьесы на сцене лондонского театра Плейхаус (премьера прошла 16 декабря 1949 года), роль мисс Марпл в пьесе исполнила Барбара Маллен.

## Персонажи
- Мисс Марпл — старая дева, пожилая жительница Сэнт-Мэри-Мид
- Леонард Клемент — викарий местного прихода англиканской церкви Сэнт-Мэри-Мид
- Гризельда — жена викария
- Деннис — племянник викария
- Хоуз — помощник викария, подозреваемый жителями деревни в симпатиях к Римской католической церкви
- Мэри — горничная и кухарка в доме викария, готовит отвратительно, но верно служит
- Полковник Протеро — отставной военный, церковный староста Сэнт-Мэри-Мид, довольно несимпатичная персона
- Анна Протеро — нынешняя (вторая) жена полковника Протеро
- Летиция Протеро — дочь полковника от первого брака
- Лоуренс Реддинг — художник
- Доктор Стоун — археолог, приехал на раскопки
- Глэдис Крэм — ассистентка доктора Стоуна
- доктор Хэйдок — местный врач
- Хэрст — констебль
- Слак — инспектор полиции
- Полковник Мельчетт — начальник полиции графства
- Мадам Лестрейндж — строгая гостья Сент-Мэри-Мид
- Миссис Прайс Ридли — жительница Сент-Мэри-Мид
- Мисс Уэтерби — жительница Сент-Мэри-Мид
- Мисс Хартнелл — жительница Сент-Мэри-Мид

## Сюжет
Действие происходит в деревне Сэнт-Мэри-Мид, где живёт мисс Марпл. Повествование идёт от лица викария Клемента, являющегося одним из главных действующих лиц. Полковник Протеро договаривается зайти к викарию для обсуждения некоего важного вопроса. Незадолго до назначенного времени встречи викария вызывают по телефону к умирающему, и он уходит. Полковника, пришедшего на встречу, находят в доме викария мёртвым — он убит выстрелом из пистолета в затылок. На столе перед полковником — опрокинутые остановившиеся часы и недописанное письмо, которое, похоже, полковник начал писать, решив не ждать запаздывающего хозяина. Двери дома были открыты, войти и убить полковника мог любой. Во время, близкое ко времени убийства, некоторые свидетели слышали выстрел, но подумали, что стреляет кто-то в лесу. Викарий, вызванный телефонным звонком, узнаёт, что вызов был ложным — человек, к которому его вызывали, совсем не так плох и священника к нему не приглашали. Похоже, звонил, изменив голос, убийца, чтобы устранить с дороги свидетеля.
Полковника не любил никто, многие были настроены к нему откровенно враждебно (даже сам викарий в семейном кругу как раз накануне ужасного события не удержался и сказал: «Тот, кто убьёт полковника Протеро, окажет этим услугу человечеству»). О встрече полковника с викарием слышали почти все — они договаривались после церковной службы, в присутствии множества прихожан. Так что кандидатов в подозреваемые очень много. Сначала всё кажется очевидным. В убийстве признаётся Лоуренс Реддинг, любовник Анны Протеро. Он представляет пистолет, из которого действительно был убит полковник — это пистолет Лоуренса, обычно хранившийся в шкафу у него дома. Но в показаниях Реддинга слишком много несоответствий уликам. Буквально следом за Лоуренсом в убийстве признаётся Анна Протеро — в её показаниях расхождений не меньше. Полиция быстро убеждается, что любовники признались, поскольку каждый из них считал другого виновным и пытался спасти его. Пистолет Лоуренса действительно был использован убийцей, но это мало помогает следствию: об оружии знали многие, оно практически открыто хранилось в доме Реддинга, украсть пистолет было совсем нетрудно.
Мисс Марпл берётся за дело самостоятельно. Зная людей, поговорив со многими и проанализировав обстоятельства дела, она выделяет семь подозреваемых — тех, кто был заинтересован в смерти полковника и мог его убить. В конце концов ей удаётся докопаться до истины, но проблема не только в выявлении преступника, нужны ещё доказательства его вины. Поскольку доказательств нет, приходится устроить провокацию, которая даёт прекрасный эффект.